# James Scanlon
James Robert Scanlon (* 28. září 2006) je gibraltarský fotbalista, který hraje jako záložník za Manchester United FC a gibraltarskou reprezentaci.
Hrál za akademie Derby County a Manchesteru United.

## Reprezentační kariéra
Narodil se 28. září 2006 v Midlands. Jeho otec byl z Anglie, matka byla z Gibraltaru. 
Za reprezentaci U17 debutoval dne 25. srpna 2022 proti Lichtenštejnsku (výhra 8:2), v zápase skóroval. Další rok debutoval za reprezentaci U21, bylo to dne 6. září 2023 proti Gruzii (prohra 0:2). 
Dne 21. března 2024 debutoval za seniorskou reprezentaci, v 74. minutě zápasu s Litvou střídal Liama Walkera. 8. září 2024 vstřelil proti Lichtenštejnsku v Lize národů gól.